# Вукичевић
Вукичевић је презиме које се налази у Хрватској, Босни и Србији. Може се односити на следеће особе:
- Анте Вукичевић (1993), хрватски ватерполиста
- Бранка Вукичевић (1982), хрватска рукометашица
- Јелена Павичић Вукичевић (1975), хрватска политичарка
- Лазар Вукичевић (1887–1941), српски типограф, публициста и политичар
- Перица Вукичевић (1942), хрватски рукометаш
- Славиша Вукичевић (1962), босански фудбалер